# Nelidina defila
Nelidina defila är en insektsart som beskrevs av Delong 1953. Nelidina defila ingår i släktet Nelidina och familjen dvärgstritar. Inga underarter finns listade i Catalogue of Life.